# Šterna
Šterna je naselje u Republici Hrvatskoj, u sastavu Općine Grožnjan, Istarska županija. Smještena je na brežuljkastoj visoravni, na raskrižju cesta za Kaštel, Završje, Oprtalj i Čepić. U mjestu se nalazi  Župna crkva sv. Mihovila arkanđela sagrađena je 1750. na mjestu starije a Grobljanska crkva sv. Kancijana na brdu iznad sela.  

## Stanovništvo
Prema popisu stanovništva iz 2001. godine, naselje je imalo 79 stanovnika te 31 obiteljskih kućanstava.

Prema popisu stanovništva 2011. godine naselje je imalo 70 stanovnika.
| broj stanovnika | 399   | 423   | 256   | 235   | 237   | 264   | 489   | 478   | 290   | 263   | 118   | 75    | 59    | 52    | 79    | 70    | 70    |
|                 | 1857. | 1869. | 1880. | 1890. | 1900. | 1910. | 1921. | 1931. | 1948. | 1953. | 1961. | 1971. | 1981. | 1991. | 2001. | 2011. | 2021. |